# Ophiomyia spencerella
Ophiomyia spencerella este o specie de muște din genul Ophiomyia, familia Agromyzidae. A fost descrisă pentru prima dată de Greathead în anul 1969. Conform Catalogue of Life specia Ophiomyia spencerella nu are subspecii cunoscute.